# Герасим Георгиев – Геро
Гера̀сим Петров Георгѝев – Гѐро е български филмов, театрален и телевизионен актьор, комик, телевизионен водещ.

## Биография
Роден е на 10 юли 1974 година в Русе. През 1999 г. завършва НАТФИЗ в класа на Димитрина Гюрова. Работил е в театрите в Габрово, Русе, Кърджали и Смолян. Бил е телевизионен водещ в МСат и bTV – „Горчиво“, след това водещ на „Господари на ефира“ по Нова телевизия. Бил е в трупите на Малък градски театър „Зад канала“, Сатиричния театър, Младежкия театър. Играе на сцените на Народния театър, Театъра на Армията, Пловдивския театър, Сливенския театър, Хасковския театър, Русенския театър и Театър 199. Участва в спектакли на Варненската опера, Старозагорската опера и Бургаската опера. Част е и от екипа на шоуто „Пълна лудница“.
Играе главната роля в сериала на Нова телевизия „Полицаите от края на града“ през 2018 година.
През 2019 година е част от детективите в първия сезон на предаването на Нова телевизия „Маскираният певец“, а през 2020 и 2021 година води заедно с Васил Василев – Зуека (втори сезон) и Краси Радков (трети сезон). През 2020 година в дует с певицата и актриса Людмила Сланева записва песента „Ля-ля“. Тя е част от проекта „Пеещи артисти“. Музиката е на Людмила Сланева, текстът е на Любо Киров, аранжиментът и китарите са на Ангел Дюлгеров. През 2021 г. заедно със Зуека води деветия сезон на „Като две капки вода“, в чийто четвърти сезон е участник. През 2022 г. заедно с Димитър Рачков води юбилейния десети сезон на „Като две капки вода“. През 2023 и 2024 г. отново заедно с Рачков води единадесетия и дванадесетия сезон на предаването.

## Филмография
- „Уроците на Блага“ (2023) – реж. Стефан Командарев – Измамника по телефона за парите
- „Вина“ (24-сер. тв, 2023 – 2024) – реж. Виктор Божинов – Наско
- „Добрият шофьор“ (2022) – реж. Тонислав Христов – Людмил, приятеля на Иван
- „Порталът“ (6-сер. тв, 2021) – реж. Илиян Джевелеков – Чичо
- „Голата истина за група Жигули“ (2021) – реж. Виктор Божинов – барабанистът Пухи
- „Уроци по немски“ (2020) – реж. Павел Г. Веснаков
- „Като за последно“ (2020) – реж. Ивайло Пенчев и Радослав Илиев – Благовест
- „В кръг“ (2019) – реж. Стефан Командарев
- „Полицаите от края на града“ (2018) –  реж. Николай Илиев (актьор)  и Магърдич Халваджиян – Пламен Пламенов – Пацо
- „Посоки“ (2017) – реж. Стефан Командарев
- „Летовници“ (2016) реж. Ивайло Пенчев – лодкар
- „Господари на ефира“ (2011) – водещият
- „Пълна лудница“ (2010) – реж. Алан Априлов
- „Горчиво” (2008) – водещият
- „Търси се екстрасенс“ (2001) – „Марчело“

## Дублаж
- „Турбо“ (2013) – Чет (Пол Джиамати), продукция на DreamWorks Animation и 20th Century Fox, записан в Доли Медия Студио
- „Щъркели“ (2016) – Тоуди (Стивън Креймър Гликман), продукция на Warner Bros. и Warner Animation Group, записан в Доли Медия Студио
- „Бебе Бос“ (2017) – Тиодор Темпълтън / Бебето Бос (Алек Болдуин), продукция на DreamWorks Animation и 20th Century Fox, записан в Александра Аудио
- „Бебе Бос 2: Семейни работи“ (2021) – Тиодор Темпълтън / Бебето Бос (Алек Болдуин), продукция на DreamWorks Animation и Universal Pictures